# 加拿大愛斯基摩犬
加拿大愛斯基摩犬（Canadian Eskimo Dog）是一種來自北方的工作犬種，並且被視為其中一種北美洲最古老和珍稀的純種犬之一。雖然牠們是在北加拿大的因紐特人偏好的工作犬種，但自從60年代以後卻隨著雪上機車的普及而在北極變得越來越稀有。

## 外貌

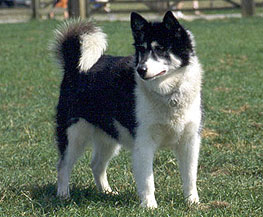
一隻加拿大愛斯基摩犬。

加拿大愛斯基摩犬應該体格魁梧，外觀穩重，具有氣勢，給人一個沉重，速度慢但強壯的印象。就像許多典型的雪橇犬，加拿大愛斯基摩犬具有直立、三角形的耳朵，並有型態像羽毛的尾巴，非常濃密的雙層皮毛，寬厚的腳掌，豎立的耳朵，捲曲的尾巴和健壯的體魄。

### 皮毛和顏色

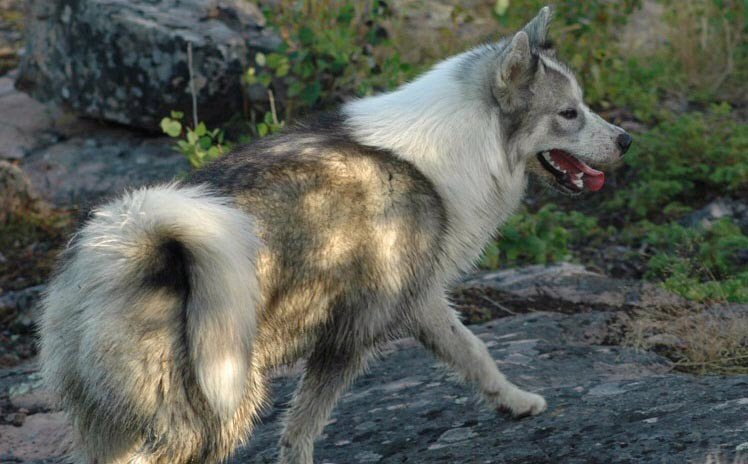

加拿大愛斯基摩犬的毛皮很厚密，由柔軟的底毛和粗硬的硬毛構成的雙層毛組成。脖子上長有厚厚的毛圍繞，這讓公犬看來比較大但母犬的頸毛就比較小。毛色可以是任何顏色，沒有任何一種毛色或圖案應佔主導。純白色，白色與另一種顏色在頭部或身體的色彩組合是很常見的。純銀色或黑色也相當普遍。許多純色狗在臉上有白色面具狀斑紋，有時有眼點。可以有白爪，眼點或面具狀斑紋。

### 尺寸
加拿大愛斯基摩狗的大小視其性別而定。雄性體重30—40（66—88英磅），肩高58—70（23—28英寸）。雌性體重18—30（40—66英磅）和肩高50—60（20—24英寸）
。

## 性格
加拿大愛斯基摩犬具有忠誠，堅韌，勇敢，聰明和警覺的特質。並且往往與它的主人發展了深厚的關係。當牠們用作雪橇犬時，他們往往需要尋找自己的食物。因此，加拿大愛斯基摩犬比其他品種有更強烈的狩獵欲望。

## 護理和訓練
加拿大愛斯基摩狗需要非常大的運動量。牠們不能只是被人牽著散步，牠們需要更高強度的工作，需要更多比大多數狗主所能給予牠們的運動量。這就能應付高強度的工作和刺激，也使得牠們非常適合用於犬隻運動，如狗拉雪橇。牠們的可訓練性和服從性非常高，不像許多原始犬種，相當機靈。加拿大愛斯基摩犬最好能在寒冷的氣候中生活，反之則很容易發生中暑。在一年中大部分時間，牠的皮毛相當容易照顧，一星期只需要刷一兩次毛。然而，當牠開始一年一次的換毛期的時候，牠的毛皮每天都需要梳理。
在歷史上，因紐特人通常會把他們的狗栓住，這將會養成牠們企圖掙脫束縛的習慣，從而訓練牠們拉雪橇。當幼犬兩個月大的時候，幼犬將會和成犬放在一起飼養。有時候，十隻幼犬會在一隻年紀較大的成犬的領導下由主人教導如何拉雪橇。

## 歷史
加拿大愛斯基摩犬在北極地區居住至少有4000年的歷史了。牠們最早由圖勒人培育，而有研究指出，牠們跟格陵蘭犬有關係，並且只有很少而顯著的遺傳差異。

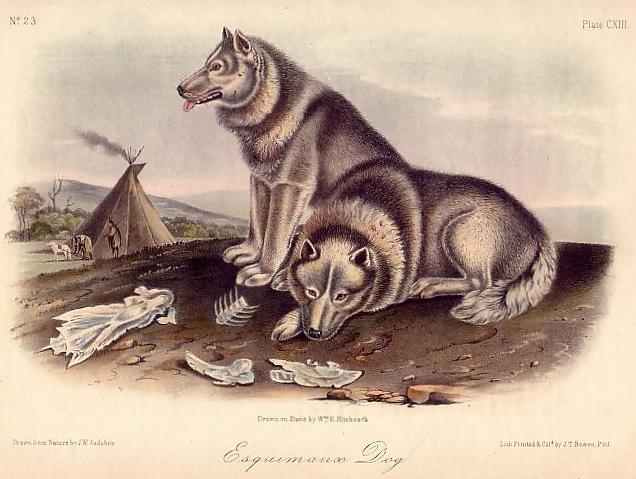
<北美四足兽>（The Quadrupeds of North America）中约翰·伍德豪斯·奥杜邦（John Woodhouse Audubon）所画名为爱斯基摩犬（Esquimaux dogs）的插图

它有时被某些机构认为它跟格林兰犬是同一品种，尽管格林兰犬能被评为缺乏任何适当的育种方案的，因而被质疑它作为一种纯种犬的有效性。因纽特人从来没有将其作为"动物王国"（uumajuit）的一份子来看待，而仅仅作为支持人类生存的某种工具。它曾经被，现在也被（极少情况下）加拿大因纽特人作为多功能犬而使用。它们经常被用于猎杀海豹及其它极地动物，拖拉运送补给和人类。探险者们发现这种犬类可以从很远的距离发现海豹呼吸洞，并经常被用于猎杀北极熊。有报告指出这些犬类因为过分狂热于猎杀这些熊类而以至于有些时候它们的主人在它们拉雪橇的时候需要大喊"nanuq"（因纽特语熊的意思）来鼓励他们。但是这些犬不会去追捕狼，并在狼群接近时会哀嚎。冰冻狗尿被因纽特人作为药物使用，因为穿起来更结实耐穿，它们的皮毛比狼的皮毛要贵很多。在饥荒的时候，这些狗会被作为紧急状态食物来源食用.尽管探险家们，包括查尔斯·达尔文,曾经因为它们的外貌与叫声认为这些犬是被驯服的狼或者狼和狗的杂交，基因测试表明爱斯基摩犬与狼并没有近亲关系。

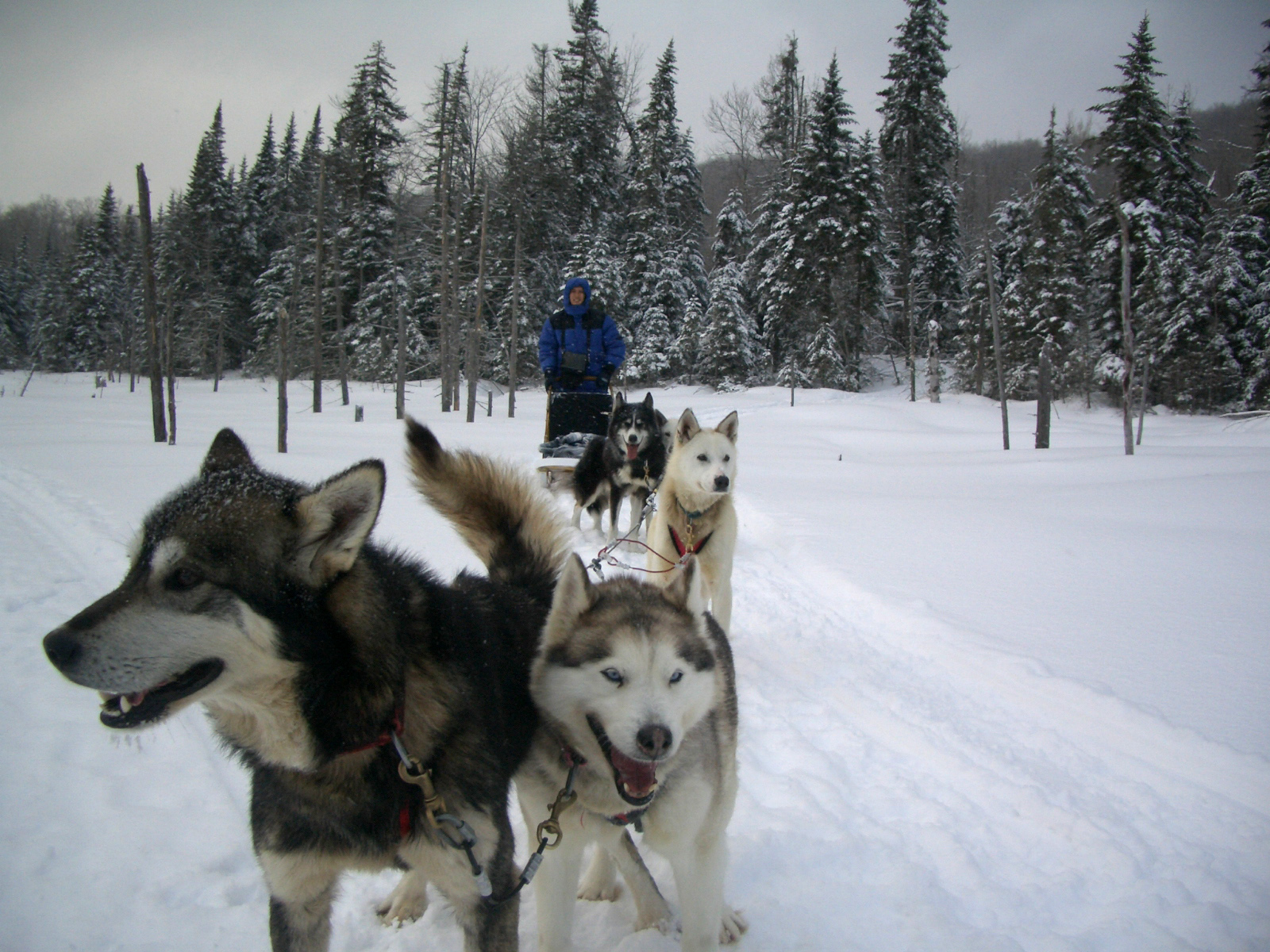
有时它们在加拿大被娱乐性的用于猎杀北极熊。但使用机动车，比如雪地摩托，更为常见。根据法律，在西北地区 (加拿大)与努纳武特，商业捕猎北极熊只能使用犬队.

爱斯基摩犬目前面临濒临灭绝的威胁。从十九世纪到二十世纪初，爱斯基摩犬仍然是基地远征的需求，在二十世纪二十年代，大约有两万只爱斯基摩犬生活在加拿大极地地区。在二十世纪六十年代，爱斯基摩犬的数量急剧下降。爱斯基摩犬这个品种曾经被美国犬业俱乐部（AKC）及加拿大犬业俱乐部（CKC）作为展示犬接受，但是在1959年，因为数量严重稀缺问题, AKC取消了该品种的注册。
从二十世纪70年代起，爱斯基摩犬研究基金（EDRF）与and布莱恩·拉顿（Brian Ladoon）开始了增加爱斯基摩犬数量的研究工作. EDRF是于1972年由威廉姆·卡朋特（William Carpenter）及约翰·麦格拉斯（John McGrath）所创立，收到加拿大政府和西北地区 (加拿大)政府资助，并受到CKC的支持。EDRF从少量留存（大约200只犬）于加拿大北极地区中得巴芬岛，布西亚半岛和梅尔维尔半岛的因纽特移动村落里购买了犬只。随后EDRF开始培育这些犬只以增加爱斯基摩犬的数量。布莱恩·拉顿（Brian Ladoon）在收到罗马天主教丘吉尔海湾教区欧麦·艾尔费·罗宾度（Omer Alfred Robidoux）主教的指示后，也在二十世纪70年代从加拿大北部地区购买了犬只并开始培育品种。他通过杂交雪橇犬和哈士奇繁衍加拿大爱斯基摩犬，经过三十年的育种之后，仍然拥有世界范围内最大加拿大爱斯基摩犬基因的克隆。现代育种组织了大量的培育者，从而保证了基因多样性，避免近亲繁殖。

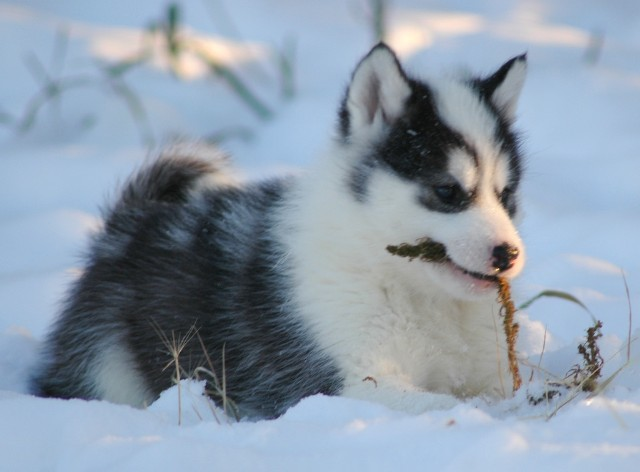
加拿大爱斯基摩犬幼犬

加拿大爱斯基摩犬现被用于为旅行者提供娱乐及商业北极熊捕猎的狗拉雪橇.  根据法律，在西北地区 (加拿大)与努纳武特，商业捕猎北极熊只能使用犬队。该项要求一部分出于安全理由的考虑;工作犬能更好的感知到附近的北极熊，而雪地摩托的引擎声会掩盖北极熊出没的动静。在2000年五月一日，加拿大努纳武特地区正式接受"加拿大因纽特犬"为地区吉祥物，以此来铭记他们因纽特语言中的传统犬只。